# Župnija Limbuš
Župnija Limbuš je rimskokatoliška teritorialna župnija dekanije Maribor mariborskega naddekanata, ki je del nadškofije Maribor.
Nastanek župnije svetega Jakoba starejšega, apostola v Limbušu je povezan z župnijo svete Magdalene na Bregu (sedaj Maribor), ko je tamkajšnja cerkev v 16. stoletju pogorela in je bil sedež magdalenske župnije, pod katero je spadala tudi limbuška cerkev, začasno premeščen v Limbuš. V obdobju med letoma 1512 in 1523 se že omenja župnija Limbuš ter njeni prvi župniki. Sama cerkev je bila zgrajena okoli leta 1300 v gotskem stilu, ki pa je bila v 16. stoletju barokizirana. Danes obsega limbuška župnija vasi Limbuš, Pekre, Laznico in Bistrico ob Dravi do potoka ter zaselke Vrhov Dol, Hrastje, Log (do potoka Bistrica) in Damiševo naselje na Studencih. Župnijo, ki je štela leta 2006 okoli 6200 prebivalcev je doslej vodilo 32 župnikov. Župnija ima podružnično cerkev Žalostne matere Božje na Pekrski gorci, nekoč pa je k njej spadala tudi cerkev svetega Bolfenka na Pohorju in po Jožefinskih reformah porušena cerkev svete Kunigunde na polju pod Pekrsko gorco. 